# قاسم‌آباد (اسفراین)
قاسم‌آباد (اسفراین)، روستایی از توابع بخش مرکزی شهرستان اسفراین در استان خراسان شمالی ایران است.

## جمعیت
این روستا در دهستان آذری قرار دارد و براساس سرشماری مرکز آمار ایران در سال ۱۳۸۵، جمعیت آن ۷۶۷ نفر (۲۰۰خانوار) بوده‌است.